# Флаг Амурской области
Флаг Аму́рской области, наряду с гербом, является официальным символом Амурской области как субъекта Российской Федерации.
Флаг Амурской области утверждён законом от 26 апреля 1999 года № 145-ОЗ и, с изменениями утверждёнными законом от 24 апреля 2008 года № 23-ОЗ, внесён в Государственный геральдический регистр Российской Федерации с присвоением регистрационного номера 3888.

## Описание
Первое описание флага Амурской области, принятое Амурским областным Советом народных депутатов 16 апреля 1999 года и утверждённое законом Амурской области от 26 апреля 1999 года № 145-ОЗ, гласило:

Флаг области представляет собой прямоугольное полотнище с отношением ширины к его длине — 2:3.
Нижняя часть флага (1/3 его ширины) имеет синий цвет и отделена от верхней части серебряным волнообразным поясом, напоминающим речную волну. Ширина пояса составляет 1/15 ширины флага.
Верхняя часть полотнища имеет красный цвет, символизирующий богатую историю Приамурья, трудовые и ратные подвиги амурчан.

18 апреля 2008 года Законодательное Собрание Амурской области утвердило новое описание флага Амурской области, которым были изменены пропорции полос:

Флаг Амурской области представляет собой прямоугольное полотнище, разделённое по горизонтали на три полосы: красную в две трети ширины полотнища, белую волнистую в одну двенадцатую ширины полотнища и синюю в одну четвертую ширины полотнища.
Отношение ширины флага к его длине — 2:3.

Данные изменения были утверждены законом Амурской области от 24 апреля 2008 года № 23-ОЗ.

## Символика флага
Верхняя часть флага красного цвета символизирует богатую историю Приамурья, ратные и трудовые подвиги амурчан, духовное и политическое наследие и потенциал Амурской области.
Нижняя синяя часть флага символизирует водные просторы и мощь великой дальневосточной реки, являющейся южной границей области.
Пояс из 4 волн является объединяющим элементом между гербом области и её флагом.